# Boșcana
Boșcana es una comuna y pueblo de la República de Moldavia ubicada en el distrito de Criuleni.
En 2004 la comuna tiene una población de 3380 habitantes, de los cuales 3307 son étnicamente moldavos-rumanos y 25 ucranianos. La comuna comprende los siguientes pueblos:
- Boşcana (pueblo), 2729 habitantes;
- Mărdăreuca, 651 habitantes.

Se conoce la existencia de la localidad desde el 12 de marzo de 1572.
Se ubica a medio camino entre Chisináu y Criuleni, entre las carreteras R4 y M21.